# レプトケラトプス
レプトケラトプス（学名 Leptoceratops）は、原始的な角竜の一グループ（属）で、北アメリカ大陸西部の後期白亜紀に生息していた。同時期のアメリカにはその巨大な親類トリケラトプスやトロサウルスも生息していた。名前の由来はギリシア語の"λεπτο-(lepto-)"＝「痩せた」「小さい」「取るに足らない」と、"κερατ-(cerat-)"＝「角」、そして"-ωψ(-ops)"＝「顔」の3語であり、合わせると「角のある痩せた顔」の意味になる。レプトケラトプスの頭蓋骨はカナダのアルバータ州やアメリカのワイオミング州で発見されている。彼らはおそらく後足だけで立ち上がったり走ったりできたものと思われる。体長は約2mで、推定体重は70から200kgの間だと見積もられている。

## 発見と下位分類（種）
この小型角竜が発見されたのは1910年のことで、場所はカナダ・アルバータ州のレッド・ディア・ヴァレー、発見者はバーナム・ブラウンであった（報告は4年後の1914年）。最初の標本は頭骨の一部のみであったが、後年（1947年）、C・M・スターンベルグがより状態の良い化石を発見している（この時の資料には、極めて稀な、欠損のない全身まるごとの化石も一体あった）。1978年にはアメリカ・ワイオミング州北部のビッグホーン盆地でも化石が見つけられた。
模式種はL. gracilisである。1942年にモンタナ州で発掘された資料はLeptoceratops cerorhynchosと命名されたが後にMontanoceratops（モンタノケラトプス）と改名された。

## 系統分類
レプトケラトプスは角竜類（オウムに似た嘴を有する草食性の恐竜の一群で、白亜紀の北アメリカとアジアで繁栄した）に属する。このグループの中で、レプトケラトプスはプロトケラトプス科もしくは独自の科であるレプトケラトプス科に分類される。

## 食性
レプトケラトプスは他の角竜類と同様に草食性であった。白亜紀、顕花植物は「地理的に限られた場所にしか分布していなかった」ため、彼らが食べたのは当時の支配的な植物であったシダ類、ソテツ類であったと考えられる。レプトケラトプスは、角竜類に特有の鋭い嘴で葉や針葉を噛み切ったのであろう。